# Родина Стаматі
«Родина Стаматі» (фр. Famille Stamaty ) — малюнок з портретом родини Стаматі французького художника Жана Огюста Доминика Енгра (1780—1867), створений 1818 (1817 ?) року .

## Передісторія
Константинос Стаматіс був греком за походженням, що володів не однією мовою, мав таємні зв'язки з грецькими патріотами. Ще 1796 року він перейшов на службу наполеонівській Франції і виконував як дипломатичні, так і шпигунські завдання. Художник Енгр і Стаматі зустрілись в Італії, де Стаматіс був на посаді французького консула в місті Чивітта-Веккіо. Дипломатичний чиновник був прихильником французької культури, тому його прізвище давно переробили на французький зразок і відкинули останню літеру. Так він став Стаматі, що для багатьох було срівзвучним прізвищам італійців.
Ще в Парижі молодий Енгр почав заробляти на життя створенням портретів. Майстру удавались портрети олійними фарбами. Їм передували портретні замальовки-малюнки. Виявилось, що останні мало поступались портретам олійними фарбами, а коштували дешевше. Енгр почав практикувати з замальовками-малюнками, ще не знаючи, що вони стануть окремою галуззю його творчості. Серед перших був і портретний малюнок родини Форестьє (1806 р., Лувр, Париж ).
Портретну практику Енгр успішно продовжив і в Римі.

## Опис твору
На малюнку добре вивірена і вибудована композиція. На першому плані дружина і діти. За ними трохи не в центрі сам Константинос Стаматіс. Композиція розбита на дві частини : ліворуч за клавесином сидить донька консула — Атала. Праворуч і попереду Константиноса — дружина з наймолодшим сином, довге нестрижене волосся котрого робить його схожим на дівчинку. Іграшки молодшого сина розкидані на підлозі, що зменшило добропорядну і наче строгу атмосферу родинного позування.
Мадам Стаматі подана художником у повному розквіті жіночої краси. Її жіночу привабливість підкреслюють модна сукня, капелюшок із козирком і коштовна шаль на кріслі. Енгр не пошкодував часу і ретельно вималював навіть складний орнамент шалі зі східними огірками. За кріслом матері стоїть середній син у вільній позі, в дещо неохайному костюмі і з неприбраним, задерикуватим волоссям. Найбільш хаотична зачіска у самого Константиноса. Енгр приділив чимало уваги і психологічним настроям персонажів портрету : серйозному обличчу доньки Атали, котрій набридло позувати, зацікавленості Константиноса, щирій усмішці мадам Стаматі, котрій дуже подобається нова ситуація з позуванням. Найменш зацікавлений в позуванні середній син, що постійно відволікався, бо для нього є речі, важливіші за якесь там позування. Батьки примусили — він підкорився.
Пристрасний погляд Енгра точно зафіксував в малюнку доброзичливу атмосферу в родині, таку відмінну від холоднуватих і розрахункових стосунків у більшості тогочасних французьких родин. Але ні Енгр, ні мадам Стаматі ще не могли знати, що Константинос Стаматіс невдовзі після створення портрету помре.